# 超级科幻
《超级科幻》（英語：Super-Science Fiction）是1956至1959年间的美国文摘科幻杂志，由··斯科特主编，特色出版社发行。罗伯特·西尔柏格和哈兰·艾里森此时事业刚刚起步，之前他们创作的犯罪小说就在斯科特主编的《困境》和《有罪》杂志发表。新杂志面世后，他们很快又寄来科幻作品。《超级科幻》一共只发行18期，但刊登的西尔柏格和艾里森小说就有数十部，其他素材大多由文学经纪人提供，基本都是被其他杂志退稿的文章，仅有斯科特从艾萨克·阿西莫夫手中买下的两部作品例外。
《超级科幻》面世两年后，特色出版社决定把作品体裁转变成怪物小说，希望能赶上新刊物《电影世界的著名怪物》的东风。此后四期杂志的所有文章都包含某种怪物，但发行商还是在1959年决定停刊，这年十月号成为绝响。杂志所获评价不高，但西尔柏格认为，他在为斯科特及其他动作冒险杂志出版商创作小说的过程中积累许多经验，为日后成功打下基础。

## 出版史
1940年，特色出版社（Feature Publications）开始发行超级英雄漫画杂志《有奖漫画》（Prize Comics），随后又推出同类杂志《弗兰肯斯坦漫画》（Frankenstein Comics）和《头条漫画》（Headline Comics）。1954年，漫画准则管理局成立，特色出版社的三种杂志都因其影响在1956年结束前停刊，取而代之的是两本犯罪小说杂志《困境》（Trapped）和《有罪》（Guilty），均由··斯科特（W.W. Scott）主编。斯科特曾在虚构之家出版社（Fiction House）工作，1955年该司倒闭后转战特色出版社。1956年末，特色出版社推出《超级科幻》并让斯科特任主编，但他此时对科幻文学尚不了解。据罗伯特·西尔柏格回忆，新杂志源自斯科特的构想，也是他说服东家创刊。斯科特定下的稿酬很高，无论虚构还是纪实体裁都是每字两美分，足以同业界领先的其他杂志竞争。
|                                                                                                | 一 | 二  | 三 | 四  | 五 | 六  | 七 | 八  | 九 | 十  | 十一 | 十二 |
| 1956                                                                                           |    |     |    |     |    |     |    |     |    |     |      | 1/1  |
| 1957                                                                                           |    | 1/2 |    | 1/3 |    | 1/4 |    | 1/5 |    | 1/6 |      | 2/1  |
| 1958                                                                                           |    | 2/2 |    | 2/3 |    | 2/4 |    | 2/5 |    | 2/6 |      | 3/1  |
| 1959                                                                                           |    | 3/2 |    | 3/3 |    | 3/4 |    | 3/5 |    | 3/6 |      |      |
| 《超级科幻》出版详细信息，左侧是年份，上方是月份，其他数字代表“卷号/期数”， 均为··斯科特主编。 |    |     |    |     |    |     |    |     |    |     |      |      |

科幻杂志在20世纪50年代呈现井喷，有数十本新品问世，但市场逐渐被平装书蚕食，到50年代末已难以维系，电视和漫画的流行更令局势雪上加霜。可靠的杂志分销商对报摊销售至关重要，但1957年大型发行商美国新闻公司（American News Company）清算，杂志出版社面临的局势更加严峻。幸运的是，《超级科幻》拥有独立经销商，所受影响不那么严重，但杂志分销网的乱象也意味着实力不足的杂志可能随时会在报摊上断货。
20世纪50年代中期，以《哥吉拉》和《女巨人复仇记》（Attack of the 50 Foot Woman）为代表的科幻怪兽电影开始兴起，新杂志《电影世界的著名怪物》（Famous Monsters of Filmland）借此东风面世并热卖，《怪物游行》（Monster Parade）和《怪物与怪形》（Monsters and Things）都想分一杯羹。斯科特为此从1959年4月的《超级科幻》开始标以《怪物特刊》（Special Monster Issue），此后的每一期还加上“怪物”（Monster）横幅。事实证明此举纯属画蛇添足，《怪物特刊》只发行四期，特色出版社就决定停刊。杂志没有出过独家选集，但罗伯特·西尔柏格的小说于2012年集结成《超级科幻传说》（Tales from Super-Science Fiction），西尔柏格在引言中讲述他为《超级科幻》写稿期间的经历。

## 内容和评价
1956年，哈兰·艾里森、罗伯特·西尔柏格和兰德尔·加勒特（Randall Garrett）都住在曼哈顿上城同一幢公寓楼。艾里森这年曾把一些向业界领先犯罪小说杂志《追捕》（Manhunt）投稿遭拒的作品卖给斯科特，均在《困境》和《有罪》发表。西尔柏格和艾里森开始定期向斯科特供稿，主编这年夏天告知二人，特色出版社已接受他的建议，准备新发科幻杂志，稿费标准和两本犯罪杂志一致。《超级科幻》创刊号登有西尔柏格的多部作品，除六月结束前向斯科特交稿的短篇小说《全部活捉》（Catch 'Em All Alive）外，还有一些用于填补杂志页面底部空白的纪实短文。艾里森除为创刊号贡献《中点精神病患》（Psycho at Mid-Point）外，还向斯科特推荐亨利·斯莱萨尔（Henry Slesar），后者的作品也在同一期杂志亮相。斯科特在创刊号发表社论，声称杂志的关注焦点是“人类”：“未来的人类将用拳头和愤怒征服宇宙”。科幻史学家麦克·阿什利（Mike Ashley）和米尔顿·苏波茨基（Milton Subotsky）指出，新杂志创刊号的社论和内容相互矛盾，许多小说的主角以失败、死亡或发疯告终。
西尔柏格和艾里森在20世纪50年代中后期极为高产，向当时仍在发行的科幻杂志大量投稿，其中《超缘科幻》刊登的近四成作品都是两人创作，西尔柏格还继续向斯科特提供用于填补空隙的纪实短文。哈里·阿特舒勒（Harry Altshuler）和斯科特·梅雷迪思（Scott Meredith）等文学经纪人把其他杂志退稿的文章寄给斯科特，据西尔柏格回忆，他曾在斯科特的办公室看到对方对某篇手稿大笑不止，因为经纪人意外把小说的投稿经历一起发来，上面显示作品从1947年开始已被退稿18次之多，最终斯科特将该文的退稿次数增至19。艾里森于1957年应征入伍，西尔柏格此时还在哥伦比亚大学就读，故无需参军，他继续写作投稿，斯科特也很给面子，36篇作品照单全收。除西尔伯格和艾里森的作品外，杂志刊登的绝大多数小说都曾被其他杂志退稿，其中只有艾萨克·阿西莫夫转为全职作家期间创作的两篇文章例外。阿西莫夫此时正为作品寻找新市场，斯科特同意支付每字四美分的高稿酬，最终买下两部小说，分别是《温和的秃鹰》（The Gentle Vultures）和涉及超级计算机马尔蒂瓦克的《世界上所有的麻烦》（All the Troubles of the World）。杂志新增“怪物”横幅后刊登的所有作品都必须涉及某种怪物，西尔柏格继续投稿直至停刊，最后四期怪物主题杂志登有他的12篇文章，其中只有一篇署化名发表。
为斯科特及其他编辑创作动作冒险小说的同时，西尔柏格也向《银河系科幻小说》和《惊人的故事》（Astounding Stories）提供更复杂的作品。他觉得给《超级科幻》等杂志创作的太空冒险文学为他积累丰富经验，而且私底下一直更喜欢结构简单，没什么深度的科幻文学，愿意在第一时间为斯科特创作这种快节奏的动作小说。他发表在怪物主题《超级科幻》上的文章包括《带绿色粘液的生物》（Creatures of Green Slime），《恶梦中的恐怖野兽》（Beasts of Nightmare Horror），但阿什利觉得这些文章实在俗套，根本配不上作者的才华。
阿什利认为，斯科特为杂志选登的作品质量参差不齐。在他看来，第二期有四篇好文章，分别是艾里森的《催眠任务》（Mission: Hypnosis）和《不可动摇的青少年》（The Untouchable Adolescents），查尔斯·德·维特（Charles de Vet）的《突变体之死》（Death of a Mutant），以及詹姆斯·冈恩（James E. Gunn）的《每天都是圣诞节》（Every Day is Christmas），但此后的杂志就“一落千丈”，不过，“《超级科幻》总有足够的好故事让你失望之余又感惊喜”，例如杰克·万斯的《起源世界》（Worlds of Origin）和阿西莫夫的《世界上所有的麻烦》就堪称杰作。苏波茨基认为斯科特“没有分辨作品优劣的能力”，评论家布莱恩·斯坦伯福德（Brian Stableford）认为这正是杂志表现“平平无奇”的根本原因。阿什利指出，杂志后期专注怪物题材或许能引起怪兽电影爱好者的兴趣，但“同类杂志实在太多，科幻杂志的热潮也在20世纪50年代末接近尾声，许多读者已经把眼光投向平装书”。

## 书目详细信息
《超级科幻》属双月刊，由特色出版社旗下品牌“大标题”（Headline）发行，共18期，均为··斯科特主编。创刊号标示日期1956年12月，最后一期是1959年10月号。卷号保持规则，共分三卷，每卷六期。

## 脚注
1. ↑  Silverberg (2012), p. xvi.
2. 1 2 3 4 5 6 7 8 9 10  Ashley (2005), pp. 167–169.
3. ↑  Silverberg (2012), p. xv.
4. ↑  Silverberg (2012), p. xiv.
5. 1 2 3  Silverberg (2012), p. xvii.
6. ↑  Ashley (1977), pp. 323–325.
7. ↑  Ashley (1978), pp.270–271.
8. 1 2 3 4 5 6  Ashley (2005), pp. 186–189.
9. 1 2  Silverberg (2012), p. xxii–xxiii.
10. 1 2  Silverberg (2012), p. xxv.
11. 1 2 3 4  Subotsky (1985), pp. 629–631.
12. ↑  Silverberg (2012), pp. xiii–xxvi.
13. ↑  Silverberg (2012), pp. xiii–xiv.
14. ↑  Silverberg (2012), pp. xiv–xv.
15. ↑  Silverberg (2012), p. xvi–xvii.
16. ↑  Silverberg (2012), p. xviii.
17. ↑  Authors : Silverberg, Robert.
18. ↑  Authors : Ellison, Harlan.
19. 1 2  Culture : Super-Science Fiction.
20. ↑  Silverberg (2012), p. xix.
21. ↑  Silverberg (2012), p. xx.
22. ↑  Silverberg (2012), pp. xx–xxi.
23. ↑  Asimov (1979), p. 663.
24. ↑  Silverberg (2012), pp. xxi–xxii.
25. ↑  Asimov (1980), p. 117.
26. ↑  Silverberg (2012), p. xxvi.
27. 1 2  Stableford (1981), p. 585.